# Dígitro
Dígitro Tecnologia é uma empresa multinacional de Sociedade Anônima Fechada de Florianópolis criada em 8 de setembro de 1977, famosa por ter desenvolvido uma série de produtos para a Telebrás e na área de segurança pública, como o sistema Guardião, software de grampeio de telefones usado pela Polícia Federal (PF) e pela Agência Brasileira de Inteligência (Abin).

## Criação e parceria com a Telebrás

### Criação
A Dígitro foi criada em Florianópolis como uma empresa privada que se assemelhava a uma startup em 8 de setembro de 1977 por Geraldo Augusto Xavier Faraco, Marcos Regueira, mestre em eletrônica pela UFSC e ex-funcionário da TELESC, e Lúcio Prazeres. A empresa foi criada especificamente para fornecer produtos para a Telebrás. Ela foi uma das primeiras empresas de base tecnológica da capital.
Os primeiros produtos da Dígitro foram um placar eletrônico para o Estádio Orlando Scarpelli e um relógio para corridas de rali, que facilitava os cálculos do piloto por dividir a hora por 100, e não por 60.

### TELESC
Em 1980, o Centro de Desenvolvimento Tecnológico da TELESC havia desenvolvido o Disque 134, um despertador automático, com o objetivo de criar parcerias com a iniciativa privada. A tecnologia foi entregue a Dígitro para a produção em massa, que foi chamada de SIDATA, produzida ao custo de NCr$ 1,2 milhão. Este foi o primeiro produto da Dígitro para a estatal. Em 1982, inventou o SITEST 300 PLUS, capaz fazer testes de frequência MFC, operação complexa usada para testes em centrais telefônicas.
Em 1985, ela contava com 22 funcionários e um capital de Cr$ 750 milhões. Entre os seus funcionários estavam José Fernando Xavier Faraco, Milton João de Espindola, engenheiro eletricista e ex-funcionário da Embratel,  e Walter Moecke. No ano seguinte, o número de colaboradores subiu para 30.
Em 1991, lançou o  DACT-512T, que integrou uma série de serviços especiais da Telebrás. No mesmo ano, houve um excesso de chamadas a cobrar internacionais em Santa Catarina, o que levou a TELESC a criar um sistema de concorrência pública para apresentar a melhor solução, que seria implementada pelo estado. A Dígitro concorreu com a Equitel e Monitel, e apresentou a solução mais avançada e barata, baseada em um PC comum. A empresa desenvolveu o sistema, STAR-102, antes da IBM, que também estava buscando uma solução. O sistema operava como uma máquina de comutação, que atendia a chamada, dava o sinal de aguarde e tocava uma música até que a telefonista estivesse disponível. Nesta época, a TELESC se tornou uma das melhores empresas estaduais do sistema Telebrás.
De 1990 até fevereiro de 1993, a Dígitro também atuou no ramo de compactação de placas de circuito impresso. Ela elaborou um método de redução de seis placas em uma, com a compactação sendo possível até 32 placas em uma.
Entre outros produtos lançados para a TELESC estão um sistema que toma a ligação a cobrar direta automática utilizando o DDD local, e não o nacional, que barateou o processo por não ser mais necessário o uso do satélite da Embratel, o SATA-100, Serviço de Atendimento Automático que opera em centrais telefônicas trocando chamadas de uma região para outra, o Telecard automático (0801), que eliminou a necessidade do telefonista no serviço antigo (107), a caixa postal telefônica, a Linha Executiva, Não Perturbe, e a Conferência e Consulta. Também desenvolveu um robô helicóptero teleguiado capaz de se manter no mesmo lugar enquanto operante.

### Expansão para outros estados
Com o sucesso do Teledespertador, o serviço acabou sendo implementado nos estados do Rio de Janeiro, Minas Gerais, Mato Grosso, Ceará, Penambuco, Paraná, Amazonas, São Paulo (1997). Em São Paulo, a Ericsson, maior concorrente da Dígitro, tentou anular o contrato da empresa catarinense com o estado, que entrou na justiça para defender seus interesses. Em 1990, o estado demandou 28 máquinas da Dígitro apenas para a capital, que fez com que durante quatro meses, a empresa trabalhasse em jornadas duplas, seis dias por semana, sem direito a férias. Outros produtos da Dígitro, como o DACT e o SITEST, se tornaram um sucesso, e a empresa conquistou todas as concessionárias da Telebrás.

## Complexo Industrial de Informática
Diversos órgãos governamentais e a iniciativa privada estiveram no cerne das discussões sobre os problemas de Florianópolis, e em 1986, o Complexo Industrial de Informática foi criado, funcionando dentro do CELTA. Diversas empresas de tecnologia passaram a operar dentro do Complexo, incluindo a Dígitro. Lá, as empresas se organizaram para compartilhar tecnologia entre si e pressionar o governo por melhoras para o setor. A Dígitro teve grande importância no desenvolvimento do polo industrial da cidade, e era encarregada do projeto do complexo. O próprio José Fernando Xavier Faraco pressionou o então prefeito de Florianópolis, Edison Andrino, a promulgar a Lei nº 2.994/88, a primeira legislação municipal de Florianópolis para a indústria de informática, que criou um dispositivo legal para isenção fiscal para o setor.
Em 1995, o Complexo Industrial de Informática foi movido para o  PARQTEC ALFA.

## Privatização da Telebrás
Durante o governo Collor, a Dígitro sofreu com a instabilidade econômica, foi obrigada a cancelar a ampliação de sua matriz e passou a fabricar produtos terceirizados. Como resultado, ela se especializou em desenhos gráficos computadorizados e desenvolvimento de softwares. Parte de seus setores foram desmontados e se tornaram novas empresas, como a Teclan, a Giron e a Netvox. Também, o período foi marcado por mudanças na diretoria. Lúcio Prazeres saiu da empresa e Marcos Regueira saiu da diretoria em 1993 para chefiar a empresa coligada Giron. Então, a nova sociedade passou a ter a seguinte configuração: 40% das ações permaneceram com José Xavier Faraco, 30% ficaram com seu irmão, Geraldo Faraco, e 30% ficaram com Milton Espíndola.
A Dígitro também formou uma parceria com a IBM, para produzir no Brasil uma secretária eletrônica com sintetizador de voz. As empresas estrangeiras Unysis e a Burroughs também tentaram fazer parcerias com a Dígitro, mas a empresa negou por já estar empregando o sistema da IBM, e caso aceitasse, teria que recomeçar suas pesquisas do zero. Também criou o Persona, software capaz de personalizar serviços de navegações em Unidade de Resposta Audível (URA).

## Recuperação financeira

### Recuperação financeira
Nos anos 2000, a Dígitro se destacou no ramo de sistemas digitais, e em 2001 foi campeã de vendas na área, segundo a Associação Brasileira de Indústria Elétrica e Eletrônica (ABIEE), e na 8ª posição em vendas de centrais de comutação e na 10ª posição em prestação de serviço para empresas de telecomunicação, de acordo com a IDG Computer World. Em 2007, possuia 530 funcionários e seu faturamento era de R$ 91 milhões. Em 2008, ela possuia 580 funcionários. Nessa época, a Dígitro também começou a investir em operações de call center. Pela primeira vez, ela ofereceu serviços ao invés de produtos. Em 2009, a empresa mudou a sede principal para Capoeiras. O novo prédio ganhou o prêmio Expressão e Ecologia em 2012. Em 2010, participou da vertical de empresas da Associação Catarinense de Empresas de Tecnologia (Acate) na área de telecom. Em julho de 2013, lançou o telefone touchscreen TIP 03-Plus.
Em 2016, Milton João de Espindola virou o presidente da Dígitro.

### Telecomunicações
Em 1999, a Dígitro forneceu para a Brasil Telecom 22 processadores de correios de voz para os terminais telefônicos da operadora. No ano 2000, houve uma unificação dos sistemas BXS regionais através de links de dados por digitalização e compressão da voz. Em 2002, durante a reforma dos sistemas de informação da Universidade Federal Fluminense (UFF), a empresa forneceu a solução Converge Dígitro, que usa tecnologia VoIP para unificar os sistemas de voz da UFF através da internet.
A Dígitro lançou diversos produtos importantes para as empresas na área de telecomunicação. Em 1995, lançou a plataforma digital de arquitetura aberta AXS, capaz de agregar funções com o passar do tempo. Ganhou expansão em 2001, o AXS/20. O produto estava em desenvolvimento desde 1983. Em 1997, lançou a BXS, similar ao AXS mas focado para aplicações corporativas. O produto passou por expansões nos anos seguintes, como o BXS - RAS (1998), BXS COMP@CT (2001), BXS/20 e BXS OFFICE (2003). Em 2004, lançou a linha de plataforma de dados Next Generation Communication (NGC), com NGC OFFICE, NGC CORPORTAION e NGC EVOLUTION. No mesmo ano, lançou o Easy Call, software de call center programado em JavaScript que suporta uma série de ligações simultâneas. No ano seguinte, o programa foi adotado na central da Brasil Telecom em Goiânia. Em 2005 lançou o Analog Telephone Adaptor (ATA), que utiliza a internet de banda larga para fazer ligações interestaduais e internacionais a custo zero. Em 2007, lançou o DígitroNet, que oferece toda a estrutura de call center pela internet, e a Dígitro Service, que presta serviços na área de call center. Em 2020, lançou o UNA, aplicativo de mensagens feito para competir com o WhatsApp.
Em 2022, a empresa registrou um crescimento de faturamento em 12%. Em abril de 2023, Elmer Dotti tornou-se o novo diretor da Dígitro.
Em julho de 2022, lançou o NeoInteract, que junta o atendimento por voz e mídias sociais como WhatsApp, Messenger e Telegram em um único ambiente. Em junho de 2024, lançou uma inteligência artificial direcionada para centrais de atendimento que melhora a qualidade de chatbots que conversam com os clientes e oferecem um panorama de qualidade geral da conversa. Em agosto, a Dígitro anunciou um sistema que unifica funcionalidades voltadas para o cliente, como chamadas telefônicas e chatbots, para o mercado de provedores de internet. Em setembro, a Dígitro lançou LICA, um software para auxiliar cuidadores de idosos e pessoas acamadas. A plataforma colhe dados do paciente constantemente e prevê padrões em seu comportamento.

## Expansão internacional
Além do Brasil, a empresa também atua em 11 países da América Latina, Caribe e África, sendo eles Paraguai, Uruguai, Peru, Chile, Argentina, Colômbia, Bolívia, México, Equador, El Salvador e Moçambique.
Em 1987, a Dígitro fechou parceria com a Argentina para a venda do SIDAC e o Sitest-300 para empresas de telecomunicação, e já havia planos para a venda do sistema para o Peru. Em 2003, fechou parceria com a empresa uruguaia Teleimpressores.
Porém, o processo de internacionalização realmente aconteceu quando empresas brasileiras também almejavam a mesma coisa e requeriram os serviços da Dígitro. Em 2004, a Dígitro passou a prestar serviços para a Datasul no México. Em 2006, firmou contrato com a Marfrig na Argentina. Ainda na Argentina, em 2008, passou a prestar serviços para a Datasul no país.
Em 2010, a Dígitro abriu sua primeira filial, em Assunção, no Paraguai. Em 2012, abriu outra filial em Lima, no Peru.
Em julho de 2014, o governo do Uruguai comprou o Guardião em segredo.

## Segurança pública
O primeiro produto da Dígitro na área de segurança foi o Sistema de Identificação de Assistente Chamador (SIDAC), criado em outubro de 1985 para o Centro de Operações da Polícia Militar de Santa Catarina (Copom-SC) para combater o trote aos números de emergência (190 e 185). Em 1999, lançou o Guardião, programa passivo que recebe ligações gravadas por empresas de segurança e disponibiliza uma série de ferramentas para a análise. O programa foi amplamente usado por órgãos do governo. Em 2012, lançou o KWS, programa que funciona junto com o Dígitro EasyCall Record para identificar palavras e expressões em conteúdo gravado.
Em 2021, a Dígitro formou parceria com a Web-IQ para facilitar o monitoramento da deep e da dark web. Em agosto do mesmo ano, lançou a Academia Dígitro, com cursos focados para guardas municipais em Inteligência de Segurança Pública.
Outros produtos da empresa foram o Raptus, que monitora o espectro electromagnético, Inviolatus, que dá proteção aos produtos da Dígitro, IDseg, que integra informações vindas de diversos bancos de dados, Centralis, que centraliza informações vindas de diversos setores de atendimento à população, e Atenttus.
A Dígitro faz parte da Base Industrial de Defesa (BID), e em 2018 a Dígitro foi era responsável por 95% das soluções de inteligência de segurança pública no país. Ela oferece serviços para Anatel através dos números 190 (Polícia Militar), 193 (Bombeiros), 181 (violência contra a mulher) e 199 (Defesa Civil).

### Grandes eventos
Durante a preparação para a  Copa do Mundo de 2014 e os Jogos Olímpicos de 2016, o governo brasileiro teria ocultado a existência de grupos extremistas islâmicos no país, mas o WikiLeaks postou documentos sigilosos do Ministério da Justiça, onde o governo teria financiado o Consórcio Integração Pan. A Dígitro era um dos membros do consórcio, junto com a Motorola e a ISDS.
Em 2011, a Dígitro anunciou parceria com a Israel Aerospace durante a LAAD 2011, maior feira de defesa da América Latina, com o objetivo de criar soluções de segurança interna durante os eventos. A parceria foi realizada através da EAE Soluções Aeroespaciais, que apresentou soluções para Centros de Comando, Controle e Inteligência e controle de fronteiras, incluindo sensores inteligentes para a proteção de sedes de infraestrutura, plataformas de petróleo e centros públicos.
Em 2024, a Dígitro forneceu robôs que processam linguagem natural para anotar pedidos de resgate e apresentar aos serviços de atendimento para a Defesa Civil das cidades de Santa Maria e Novo Hamburgo após o datacenter das organizações de segurança terem sido destruídos pelas enchentes no Rio Grande do Sul e transferido para a nuvem.

## Investigações criminais

### CPI das Escutas Telefônicas Clandestinas
Havia o medo de que o Guardião estivesse realizando gravações de forma ativa e ilegal. Os membros da CPI fiscalizaram a sede da Dígitro e concluíram que o programa realmente era passivo. O problema era a falta de legislação, que permitia uma série de abusos por parte dos investigadores, como copiar os áudios em um pendrive. Também, não havia legislação o suficiente que regulamentasse a venda de escutas telefônicas.

### Denúncia no Ministério Público Federal de Santa Catarina
Hugo César Hoeschl, que reivindica junto com dois colegas os direitos autorais a dois softwares usados no sistema Guardião, e acusou Faraco e Corrêa de serem amigos e passararem as férias juntos em 2005 e 2006. A Dígitro afirmou que Faraco mantinha relacionamento com representantes das comunidades de inteligência e tecnologia da informação, incluindo Corrêa, e que apenas o recebeu em sua casa durante as férias uma vez em um evento social, por eles se conhecerem há mais de quinze anos. Além disso, a Dígitro teria sido beneficiada por vender o Guardião sem concorrência e Corrêa teria recebido royalties pelas vendas do software. Em junho de 2012, tanto a Dígitro quanto Corrêa afirmaram desconhecer sobre as investigações.
Em dezembro de 2010, o Ministério Público Federal de Santa Catarina e o Tribunal de Contas da União (TCU) abriram uma investigação contra a empresa e a PF para averiguar supostas irregularidades nas compras de 36 plataformas do Guardião. A investigação era sigilosa e acusava as organizações de desvio de dinheiro público, lavagem de dinheiro, sonegação fiscal e uso fraudulento de sistema informatizado.

## Prêmios e certificações

### Certificações
- Certificado Empresa Estratégica de Defesa[67]
- Certificado Capability Maturity Model Integration[68]
- ISO 9001[69]
- TL 9000[70]
- Selo Certics (IntelleTotrum)[71]

### Prêmios
- Prêmio FINEP de Inovação Tecnológica, na Categoria Grande Empresa (2004)[72]
- Prêmio Expressão de Ecologia (2012)[14]